# دادگاه تمرینی

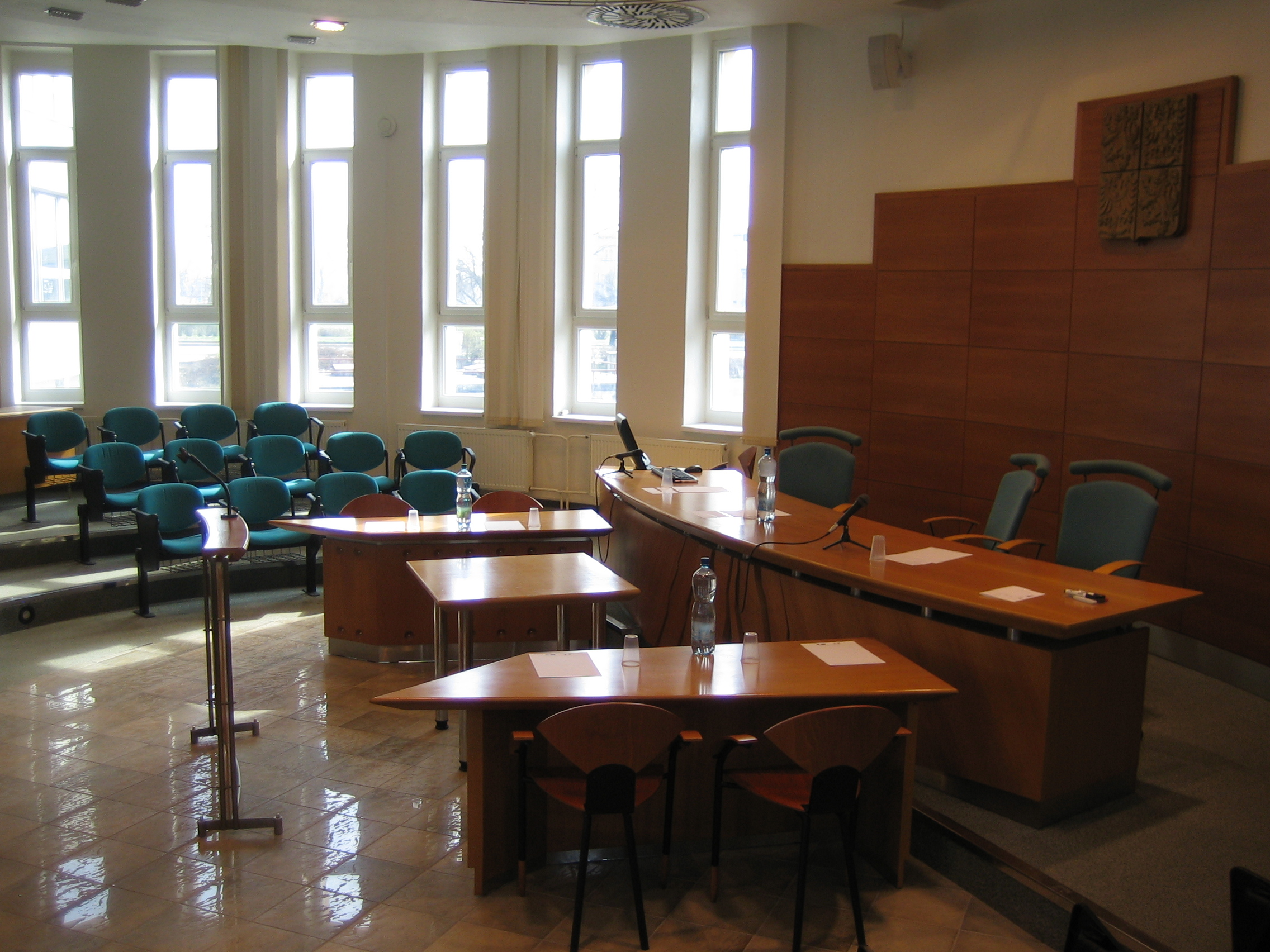
اتاق یک دادگاه تمرینی در دانشکده حقوق

موت کورت (به انگلیسی: Moot Court)، پدیده‌ای است که بیشتر با معادل انگلیسی آن در زبان فارسی مورد استفاده قرار می‌گیرد. البته معادل سازی‌هایی در زبان فارسی در این خصوص صورت گرفته‌است، ازجمله "دادگاه تمرینی"، "دادگاه مجازی"، "شبیه‌سازی دادگاه" و "رقابت‌های شبیه سازی دادرسی‌های مجازی بین المللی." در معنای اصطلاحی، موت کورت نوعی فعالیت است که در آن دانشجوهای حقوق سعی می‌کنند با ایفاء نقش‌های حقوقی چون وکیل، دادستان، داور، قاضی، نماینده حقوقی دولت یا قربانی و … در دو فاز کتبی و شفاهی با تیم‌های مقابل خود به رقابت بپردازند. مسابقات شبیه‌سازی دادگاه تنها تکیه بر شواهد و سخنانی دارد که پیش از مسابقه در قالب یک متن مشترک به تمامی تیم‌ها ارایه می‌شود که این متن به سناریو، حقایق پرونده یا پرونده فرضی معروف است. در واقع، هدف اصلی این رقابت‌ها عملی سازی رشته حقوق و تقویت قوه استدلالی دانشجویان است. موت کورت بخشی جدایی ناپذیر از فعالیت‌های آکادمیک در دنیای امروز شده‌است، به گونه ای که در رشته‌های کارشناسی ارشد و حتی کارشناسی حقوق، واحد موت کورت به صورت اجباری توسط دانشجویان در دانشگاه‌های اروپا، آسیا و آمریکا باید پاس گردد.
برای کسب اطلاعات بیشتر اینجا را کلیک کنید

## انواع موت کورت‌های معتبر در عرصه بین‌المللی[۱]

### ۱. موت داوری تجاری بین‌المللی ویلیام ویس
زمان
سناریوی مسابقه در اولین جمعه اکتبر منتشر می‌شود. این پرونده با ارسال در وب‌سایت موت انتشار می‌یابد. موعد لایحة دفاعیه در مقام خواهان در اوایل ماه دسامبر در وین است. به هر تیم شرکت‌کننده یک نسخه از لایحة خواهانِ یکی از تیم‌های دیگر در مسابقه ارسال می‌شود. در پاسخ به لایحه دریافت‌شده، یک لایحه برای خوانده تهیه می‌شود و موعد آن اواسط فوریه در وین است. جلسات دفاع شفاهی در دانشگاه Juridicum وین صورت می‌گیرد، که از شنبه یک هفته قبل از عید پاک شروع می‌شود و در روز پنجشنبه هفته عید پاک خاتمه می‌یابد. دور مقدماتی ارائه‌های شفاهی روز شنبه تا سه‌شنبه در دانشکده حقوق دانشگاه وین (Juridicum) برگزار می‌شود. دور حذفی تیم‌های رتبه بالا در روز چهارشنبه و پنج شنبه برگزار می‌شود که در هنگام دور نهایی به اوج خود می‌رسد. موت با یک ضیافت جوایز پس از دفاعیات دور نهایی خاتمه می‌یابد.
مکان
جلسات رسیدگی شفاهی در وهله اول در دانشکده حقوق دانشگاه وین (Juridicum) واقع در خیابان Schottenbastei 10-16، A-1010 Vienna برگزار می‌شود، همراه با دیگر جلسات شفاهی در دفاتر مؤسسة حقوقی Dorda Brugger Jordis, Dr Karl Luger، واقع در خیابان Ring10، A-1010 Vienna.
موضوع مسابقه
موت شامل اختلاف ناشی از قرارداد بیع بین دو کشور است که عضو کنوانسیون سازمان ملل متحد دربارهٔ قراردادهای بیع بین‌المللی کالاها هستند. این قرارداد مقرر می‌کند که هرگونه اختلاف که ممکن است مطرح شود، می‌بایست در دانوبیا، کشوری که قانون نمونه داوری آنسیترال را درمورد داوری تجاری بین‌المللی تصویب کرده و یکی از اعضای کنوانسیون شناسایی و اجرای آرای داوری خارجی است، از طریق داوری حلّ‌وفصل شود. اجرای قواعد داوری سالانه میان قواعد داوری حامیانِ مالی موت می‌چرخد.
ساختار موت
ترجیح جامعة تجاری در جهت حل اختلافات بین‌المللی از طریق داوری، دلیلی است برای اینکه این شیوه حل اختلاف به عنوان ابزاری بالینی برای آموزش دانشجویان رشته حقوق از طریق دو مرحله اساسی برگزیده شده‌است: نگارش لوایح کتبی برای خواهان و خوانده و استماع دفاعیات شفاهی براساس لوایح - که هر دو توسط متخصصان داوری در موضوعات مربوط حل و فصل می‌شود. تمرینات شفاهی و کتبی مستلزم تعیین مسائل مربوط به قرارداد می‌باشد، که از معامله مربوط به خرید یا فروش کالا تحت کنوانسیون سازمان ملل در زمینه قراردادهای بیع بین‌المللی کالاها و سایر قوانین یکسان تجارت بین‌الملل، در چارچوب داوری یک اختلاف تحت قواعد داوری مشخص شده‌است.
در دوبه دو شدن تیمها برای هر دور مقدماتی تمرینات شفاهی و کتبی، حداکثر تلاش می‌شود که دانشکده‌های نظام حقوق نوشته در مقابل تیمهایی از نظامِ حقوق کامن لا قرار بگیرند، به طوری که هر یک از آنها بتوانند از رویکردهای افراد تربیت شده در فرهنگ حقوقی دیگر بیاموزند. به همین ترتیب، تیم‌های داوران که هر دور را قضاوت می‌کنند، هم از صبغه حقوق نوشته و هم از کامن لا می‌باشند.
هر تیم در دور مقدماتی چهار بار مسابقه خواهد داد، دو بار در نقش خواهان و دو بار در نقش خوانده. در دو جلسه دفاع شفاهی اول، هر تیم یک بار به عنوان خواهان و یک بار دیگر به عنوان خوانده در مقابل هم قرار می‌گیرند. خوانده تیمی خواهد بود که در مقابل لایحه خواهان که برای آن ارسال شده‌است، لایحهای را برای پاسخ آماده کرده باشد. در جلسات سوم و چهارم دفاع شفاهی خود، تیم‌ها در مقابل تیمهایی که در تهیه لوایح کتبی با آنها جفت نشدهاند، قرار می‌گیرند.
پس از دورهای مقدماتی، امتیازات هر تیم برای ارائه شفاهی آن در چهار استدلال پرونده، جمع می‌شود. ۳۲ تیمی که بالاترین امتیاز جمعی را کسب کردهاند، صبح روز چهارشنبه بعدی رقابت خواهند نمود.
جوایز
· جایزة پیتر سندرز برای بهترین لایحة کتبی برای خواهان در نظر گرفته شده‌است.
· جایزة ورنر ملیس برای بهترین لایحة کتبی برای خوانده‌است.
· جایزة مارتین دمک برای بهترین اورالیست است. این جایزه در دور مقدماتی به وکیلی که بیشترین میانگین امتیاز را در طی این دور به دست آورده، تعلق دارد. برای واجد شرایط‌ بودن این جایزه، شرکت‌کننده باید حداقل یک‌بار برای خواهان و یک‌بار برای خوانده استدلال کرده باشد.
· جایزة فردریک ایسمن به بهترین دفاع شفاهی تیم تعلق می‌گیرد. این جایزه به تیم برنده در دور نهایی جلسه دفاع شفاهی اختصاص خواهد یافت.

### ۲. موت کورت حقوق بین‌الملل فیلیپ سی جساپ
زمان
سناریوی مسابقه معمولاً در ماه سپتامبر منتشر می‌شود. موعد لوایح خواهان و خوانده اواسط ژانویه است. دورهای منطقه‌ای گاهی در ژانویه و فوریه برگزار می‌شود. دورهای بین‌المللی در ماه مارس برگزار می‌شود. شرکت‌کنندگانی قصد شرکت دارند باید درخصوص برنامة زمانی فعلی با وب‌سایت رسمی موت مشورت کنند.
مکان
دورهای بین‌المللی شرمن و استرلینگ در اوایل ماه آوریل در واشینگتن دی سی (ایالات متحده آمریکا) برگزار می‌شود. دورهای بین‌المللی، در همان زمان و مکان، همراه با کنفرانس بهاری ILSA و با نشست سالانه انجمن حقوق بین‌الملل آمریکا(ASIL) برگزار می‌شود؛ بنابراین شرکت‌کنندگان فرصتی دارند تا در طی اقامت خود در واشینگتن دی سی در یک رویداد بزرگ بین‌المللی شرکت کنند.
دورهای بین‌المللی یک رویداد یک‌هفته‌ای است. علاوه بر مسابقه، تعدادی رویداد اجتماعی در عصر و بعدازظهر وجود دارد که برای معرفی شرکت‌کنندگان به همکاران آن‌ها (دانشجویان و وکلا) از سراسر جهان طراحی شده‌است. تقریباً ۹۰ کشور شرکت‌کننده و بیش از هزار دانشجو و وکیل در رویدادهای هفته شرکت می‌کنند.
موضوع
مسابقه جساپ، شبیه‌سازی ارائه شفاهی و کتبی نزد دیوان بین‌المللی دادگستری است. سناریوی مسابقه که در طول یک سال توسط وکلای حرفه‌ای و دانشگاهیان برتر نوشته و ویرایش شده‌است، هرساله مربوط به یک اختلاف فرضی ایجاد شده در حوزة حقوق بین‌الملل بین دو کشور خیالی است. پرونده‌های اخیر به حقوق کیفری بین‌المللی، حقوق بین‌الملل و اینترنت، حقوق دریاها، قاچاق انسان و حقوق شرکت‌های چندملیتی اشاره کرده‌است.
ساختار موت
علاوه بر دور بین‌المللی، جساپ حدود ۶۰ دور منطقه‌ای و ملی را در کشورهای شرکت‌کننده در سراسر جهان برگزار می‌کند. برندگان این دورهای منطقه‌ای و ملی (و همچنین تَک تیمها از کشورهای دیگر) به دورهای بین‌المللی صعود خواهند کرد. دورهای ملی و منطقه‌ای به‌طور معمول در ژانویه و فوریه برگزار می‌شود.

### ۳. موت سالانه بین‌المللی بین‌دانشگاهی مالکیت فکری در آکسفورد
این موت توسط مرکز تحقیقات مالکیت فکری آکسفورد (OIPRC) و مؤسسة مالکیت معنوی لندن (IPI)، سازماندهی شده‌است.
اطلاعات ذیل توسط خانم گیلین بروک تهیه شده‌است.
زمان
حقایق پرونده و قواعد در ماه دسامبر منتشر می‌شوند. آخرین مهلت دریافت دو لوایح کتبی در ماه فوریه است. آخرِ هفته مربوط به موت شفاهی گاهی در مارس/آوریل برگزار می‌شود (در تعطیلات عید پاک دانشگاه آکسفورد، اما نه خود آخر هفته عید پاک). دانشگاه‌ها برای شرکت در طی ماه‌های سپتامبر و اکتبر دعوت می‌شوند و باید دو لایحه کتبی (یکی برای خواهان و یکی برای خوانده) تقدیم کنند، که این لوایح پیش از اینکه برای مرحلة شفاهی در نظر گرفته شوند، به‌طور ناشناس قضاوت می‌شوند. ثبت‌نام برای مرحلة شفاهی یک ماه پیش از رویداد آخر هفته به اتمام می‌رسد.
مکان
مرحلة شفاهی حضوری است و در کالج آکسفورد طی یک آخر هفته تمام وقت برگزار می‌شود. برای اطلاعات درمورد دانشگاه آکسفورد، کالج‌ها و اطلاعات برای بازدیدکنندگان به سایتwww.ox.ac.uk مراجعه کنید.
موضوع
حوزة حقوقی آن، مالکیت فکری (آی‌پی) است. هدف این رویداد گردهم‌آوردن دانشجویان و وکلای متخصص آی‌پی و تشویق به تحقیق‌کردن و علاقه‌مندکردن به آی‌پی و موت‌کردن در دانشگاه‌های سراسر جهان است. موترها تشویق می‌شوند که در یک تجدیدنظرخواهی نزد دیوان عالی اروهان به استدلال بپردازند، از این رو رقبایی از حقوق کامن لا و سنت‌های حقوق نوشته در جایگاه یکسانی قرار می‌گیرند.
ساختار موت
دو لایحه کتبی باید قبل از مرحلة شفاهی ارسال شود. حداکثر تعداد تیم‌ها در مرحلة شفاهی ۳۲ تیم است. تصمیم درمورد تعداد تیمهای پذیرفته‌شده پس از اتمام ارائه‌های کتبی اتخاذ می‌شود. همة تیم‌های پذیرفته‌شده در مرحلة شفاهی در دو مرحله شرکت می‌کنند؛ یکی به‌عنوان تجدیدنظرخواه و دیگری به‌عنوان خوانده. هشت تیم برتر در امتیازها به دور ۳ راه می‌یابند که از این مرحله به بعد، مسابقه حذفی می‌شود.
قضات تا مراحل نهایی هیئتی متشکل از حقوقدانان باتجربه در امور مالکیت فکری (وکلای دادگستری،[۱] مشاوران حقوقی،[۲] وکلای ثبت اختراع یا علائم تجاری، مسئولان ثبت اختراع در انگلستان) هستند. مرحلة نهایی توسط هیئتی از سه قاضی متخصصIP از دادگاه تجدیدنظر یا دیوان عالی انگلیس قضاوت می‌شود. مسند قضاوت معمول متشکل از قاضی Jacob, Mummer و Pumfrey از دادگاه حق ثبت اختراع تشکیل شده‌است. قضات قبل از اعلام تیم برنده، بر اساس استدلالات ارائه‌شده دلایل کوتاهی را برای رای خود ارائه می‌دهند.
جوایز نقدی، کتاب و کوپن کتاب
· قهرمان و نائب‌قهرمان در مرحلة نهایی شفاهی.
· برترین اورالیست در دور ۱ و ۲ مرحلة شفاهی.
· برترین لوایح کتبی.
· جوایز ویژه.
اطلاعات کلی
مراسم افتتاحیه در سال ۲۰۰۳ برگزار شد. محبوبیت جهانی موت آی‌پی در آکسفورد در حال افزایش است و خود را توسط تبلیغات کلامی و توسط کسانی که به دنبال رویدادهای آی‌پی در وب هستند، به‌خوبی عرضه می‌کند. این رویداد، به گونه ای سخاوتمندانه توسط حامیان مالی پشتیبانی می‌شود، که شامل IPI، سازمان وکلای حقوق مالکیت فکری (TIPLO)، حدود ۲۰ شرکت حقوقی و چهار ناشر است. این اسپانسرها، محل برگزاری آخر هفته، جوایز، وعده‌های غذایی، اقامتگاه برای موترها و همچنین هدایای سخاوتمندانه کتاب و اشتراک مجلات را تأمین مالی می‌کنند. موترها یک سهم جزئی (۲۰ پوند برای رویداد ۲۰۰۶) پرداخت می‌کنند.
روح این موت «فراگیر» است و از هر دانشگاه واجد شرایطی که علاقه‌اش را ابراز می‌کند، به‌طور طبیعی دعوت می‌شود. دانشجویان مقطع کارشناسی و تحصیلات تکمیلی که هرگز تجربه عملی حقوق نداشته‌اند، امکان شرکت دارند. (برای کسب اطلاعات بیشتر درمورد صلاحیت، قواعد را مشاهده کنید) بنابراین، طیف گسترده‌ای از موترها، اعم از کسانی که ممکن است فقط برای یک ترم رشته حقوق را خوانده‌اند، تا کسانی که در حال آموختن دورة ی ارشد تخصصی در IPهستند، وجود دارد.
[1]. Barristers
[2]. Solicitors

### ۴. موت دریایی بین‌المللی
زمان
ثبت نام معمولاً اواسط ژانویه انجام می‌شود و سناریوی مسابقه در اواخر ژانویه منتشر می‌شود. موعد لایحة خواهان در اواخر ماه مارس و لایحة خوانده در اوایل ژوئن است. مراحل شفاهی اواخر ژوئن یا اوایل ژوئیه برگزار می‌شود.
مکان
محل برگزاری پیرامون موقعیتهای مکانی چون بریزبن، سیدنی، پرث، هنگ‌کنگ و سنگاپور در چرخش است.
موضوع
موت، داوریِ اختلاف مربوط به حمل بین‌المللی کالاها از طریق دریا است.
ساختار موت
هر تیم در مراحل مقدماتی، چهار بار به رقابت می‌پردازد؛ دو بار برای خواهان و دو بار برای خوانده. دور یک‌چهارم نهایی برای هشت تیم برتر و دوره‌های نیمه‌نهایی برای چهار تیم برتر برگزار می‌شود. دو تیم به مرحله نهایی می‌روند.
جوایز
· برترین لایحه برای خواهان.
· برترین لایحه برای خوانده.
· رده بالاترین تیم در دورهای مقدماتی.
· برترین موتر در دوره‌های مقدماتی.
· تیم نائب‌قهرمان.
· تیم برنده.
· برترین موتر در مرحلة نهایی.
· نشان دستاورد.
اطلاعات کلی
در سال ۲۰۰۶، سازمان مسابقه توسط دانشگاه مرداک در پرث به عهده گرفته شده بود. مسئولان دانشگاهی استاد گابریل مونز و خانم کیت لوینز هستند. سایت موت از دانشگاه کوئینزلند به دانشگاه مرداک منتقل شده‌است، اما یک لینک در وب‌سایت دانشگاه کوئینزلند باقی خواهد ماند.

### ۵. موت حقوق بین‌الملل تلدرز
زمان
پرونده معمولاً در ماه سپتامبر منتشر و درخواست ثبت نام در ماه نوامبر ارسال می‌شود. موعد لوایح خواهان و خوانده حدوداً اواسط ژانویه است. مراحل ملی شفاهی در فوریه و مراحل نهایی اواخر ماه مارس برگزار می‌شود.
مکان
مراحل نهایی در دیوان بین‌المللی دادگستری، کاخ صلح، لاهه، هلند اجرا می‌شود.
موضوع
موضوع موت یک اختلاف فرضی بین دو دولت نزد دیوان بین‌المللی دادگستری است. هر تیم شامل چهار دانشجو است و برای هر کشور اروپایی فقط دانشگاه برنده دور ملی قادر است در دور بین‌المللی که در لاهه برگزار می‌شود، شرکت کند. قضات از قضات واقعیِ دیوان بین‌المللی دادگستری، دیوان دعاوی ایران و ایالات متحده و دیگر متخصصان حقوق بین‌الملل هستند.
ساختار موت
فقط یک دانشگاه از هر کشور می‌تواند شرکت کند. اگر چندین دانشگاه از یک کشور ثبت‌نام کنند، دوره‌های انتخابی ملی برگزار می‌شود.
امتیازات در هر دو بخش شفاهی و کتبی این مسابقه به یکدیگر اضافه می‌شوند تا فینالیستها مشخص شوند.
جوایز
· جام تلدرز برای تیم برنده مرحله نهایی.
· جایزه مکس هابر برای بالاترین مجموع امتیاز.
· جایزه برترین اورالیست و نایب‌قهرمان.
· جوایزی برای تیم با بالاترین امتیازات برای لوایح و دفاعیه اعطا می‌شود.

### ۶. موت ژان پیکته
زمان
پرونده معمولاً در ماه سپتامبر منتشر و درخواست‌ها برای ثبت نام در ماه نوامبر ارسال می‌شود. مسابقه در ماه مارس برگزار می‌شود.
مکان
هر ساله مسابقات در مکانی متفاوت برگزار می‌شود.
موضوع
مسابقه ژان پیکته یک رویداد آموزشی هفتگی در زمینة حقوق بین‌الملل بشردوستانه(IHL) است که برای دانشجویان (کارشناسی یا کارشناسی ارشد حقوق، علوم سیاسی، دانشجویان نظامی و غیره) در نظر گرفته شده‌است. این مسابقه شامل «یادگرفتن حقوق خارج از کتاب‌ها» به‌وسیله شبیه‌سازی‌ها و نقش‌آفرینی است و به هیئت داوران این مسابقه اجازه می‌دهد دانش نظری و درک عملی تیم‌ها از IHL را ارزیابی کنند.
ساختار موت
موقعیتها بر اساس سناریوهای فرضی، اما واقع‌گرایانه، سناریوهای مخاصمات مصلحانه پایه‌ریزی شده‌است. در طول مسابقه، پویایی گروه متغیر است: جلسات بین هیئت داوران و یک تیم، هیئت داوران و چند تیم و بین دو تیم متغیر است. شرکت‌کنندگان و هیئت داوران نقش‌هایی دارند که تغییر می‌کند؛ به‌عنوان مثال، نمایندگانِ صلیب سرخ در صبح و نظامیان بعدازظهر به‌عنوان نماینده حضور دارند و شرکت‌کنندگان را تشویق می‌کنند که یک موقعیت ثابت را از دیدگاه‌های گوناگون بررسی کنند.
تیم‌ها می‌توانند در جلسات فرانسوی زبان یا انگلیسی زبان شرکت کنند. در پایان هر جلسه، فینالیست‌ها در مرحلة نهایی بین‌المللی رقابت می‌کنند و جایزة ژان پیکته به بهترین تیم تعلق می‌گیرد.
هر تیم در طول مسابقه (قبل، حین و بعد از آن) با یک سرپرست همراه است؛ آن‌ها به منظور کمک به آماده‌سازی و بهبود تسلط تیم‌ها، در حقوق بین‌الملل بشردوستانه (همچنین حقوق بین‌الملل بشر و حقوق پناهندگان) مطالب آموزشی را به‌طور مرتب دریافت می‌کنند. تمام آزمون‌ها در طول مسابقه به‌صورت شفاهی انجام می‌شود و هیچ‌گونه ارائه کتبی به‌غیر از فایل درخواست ثبت نام لازم نیست.
اطلاعات کلی
شرکت در مسابقه تجربه منحصربه‌فردی است. آموزش درمورد اجرایِ عینی حقوق بین‌الملل بشردوستانه با حضور متخصصان (هیئت داوران و سرپرستان) تسهیل می‌شود. همچنین مشارکت تأثیر قابل‌توجهی بر توسعة فردی دارد: و این توسعه فردی از طریق تجربه کار تیمی، فنون ارائه، مدیریت ارتباط، مدیریت استرس و همچنین فراهم‌کردن فرصتی برای ملاقات دانشجویان حاضر از پنج قاره برای رقابت‌کردن در یک رقابت دوستانه با موضوعات بسیار حساس به دست می‌آید.
برای دانشجویانی که مایل به کار در زمینه‌های حقوق بین‌الملل بشردوستانه، همبستگی بین‌المللی، حقوق بین‌الملل کیفری و حقوق پناهندگان اند، شرکت در این مسابقه یک امتیاز مثبت و مهم در یک رزومه شغلی به‌حساب‌می‌آید.

### ۷. موت کورت السا
زمان
سناریوی مسابقه معمولاً در ماه سپتامبر منتشر می‌شود و موعد لوایح خواهان و خوانده اوایل ژانویه است. دور شفاهی منطقه‌ای در اواسط ماه مارس و مرحلة نهایی در اواخر آوریل برگزار می‌شود.
مکان
مراحل نهایی در ژنو سوئیس برگزار می‌شود.
موضوع
موت شامل اختلاف بین دو عضو سازمان جهانی تجارت است.
ساختار موت
شرکت‌کنندگانِ آینده باید به وب‌سایتELSA مراجعه کنند، زیرا ساختار بسته به کشور فرق می‌کند.

### ۸. موت حقوق فضای مانفرد لاخ
زمان
درخواست‌ها معمولاً در اوایل ژانویه ارسال می‌شوند و موعد لوایح خواهان و خوانده در اواخر ماه فوریه است. دور منطقه‌ای، در ماه آوریل و مرحلة نهایی در ماه اکتبر برگزار می‌شود.
مکان
مکان مراحل نهایی سالانه تغییر می‌کند.
موضوع
این موت یک اختلافِ حقوق فضا نزد دیوان بین‌المللی دادگستری است.
ساختار موت
در هر تیم دو یا سه دانشجو وجود دارد. مرحلة نیمه‌نهایی و نهایی بر اساس ترکیبی از ارائه شفاهی و لوایح، داوری می‌شود.

## دادگاه تمرینی (Mock-Trial) در ایران
برخلاف دادگاه‌های موت که بیشتر جنبه آموزشی و دانشگاهی دارد، دادگاه تمرینی یک پدیده ای است حرفه ای که در ایران کمتر آشناست اما در سراسر دنیا تحت عنوان Mock-Trial مورد استفاده و استقبال معتبرترین دانشگا‌ه‌ها و حتی موسسات حقوقی قرار دارد. در دادگاه تمرینی برخلاف دادگاه موت، شرکت کنندگان که اغلب وکلای حرفه ای و توانمندی هستند در فضای کاملاً واقعی و جدی به رقابت می‌پردازند. در واقع یک شبیه‌سازی و اقعی از جلسه دادگاه با رعایت تشریفات آیین دادرسی (Civil Procedure) و شرکت کنندگانی که اغلب وکلای با تجربه ای هستند. در دادگاه تمرینی هدف ارزیابی توانمندی وکلای حرفه ای در رقابت‌هایی بسیار نزدیک به واقعیت است. بعضاً موسسات حقوقی قبل از ورود به جلسه دادگاه با برگذاری دادگاه تمرینی نسبت به استراتژی حقوقیشان اطمینان حاصل می‌کنند. دادگاه تمرینی یک فرصت فوق‌العاده ای ست برای اینکه وکلا خودشان را بیازمایند و ضعف‌هایشان را شناسایی کنند و از طرف دیگر فنون وکالتیشان را تقویت کنند. دانشجویان نیز می‌توانند با تماشای چنین دادگاه‌هایی علم و تجربه کسب کنند و خود را برای ورود به دادگاه‌های واقعی آماده سازند.